# Lydiard Millicent
Lydiard Millicent – wieś w Anglii, w hrabstwie Wiltshire. Leży 56 km na północ od miasta Salisbury i 121 km na zachód od Londynu. W 2001 miejscowość liczyła 1589 mieszkańców.